# Artyom Filippov
Artyom Yevgenyevich Filippov (tiếng Nga: Артём Евгеньевич Филиппов; sinh ngày 17 tháng 7 năm 1997) là một cầu thủ bóng đá người Nga. Anh thi đấu cho F.K. Amkar Perm.
Anh có màn ra mắt tại Giải bóng đá chuyên nghiệp quốc gia Nga cho FC Chertanovo Moscow vào ngày 11 tháng 10 năm 2015 trong trận đấu với FC Metallurg Lipetsk.